# Notholca lapponica
Notholca lapponica is een raderdiertjessoort uit de familie Brachionidae. De wetenschappelijke naam van deze soort is voor het eerst geldig gepubliceerd in 1966 door Ruttner-Kolisko.